# 남자는 괴로워 26
남자는 괴로워 26(男はつらいよ 寅次郞かもめ歌: Foster Daddy, Tora!)은 일본에서 제작된 야마다 요지 감독의 1980년 코미디 영화이다. 아츠미 키요시 등이 주연으로 출연하였고 시마조 키요시 등이 제작에 참여하였다.

## 출연

### 주연
- 아츠미 키요시
- 바이쇼 치에코

### 조연
- 이토 란
- 마츠무라 타츠오
- 마에다 긴
- 시모조 마사미
- 미사키 치에코
- 다자이 히사오
- 류 치슈

## 제작진
- 미술: 데가와 미츠오